# Курило Ігор Михайлович
І́гор Миха́йлович Кури́ло (нар. 3 травня 1993, м. Зборів, Тернопільська область, Україна) — український футболіст, центральний захисник. Виступав за студентську збірну України.

## Клубна кар'єра
Займатися футболом розпочав у 7 років у зборівській ДЮСШ, перший тренер — Володимир Михайлович Васильчишин. Згодом Василь Олександрович Матвійків запросив юного футболіста до Тернополя. Під керівництвом Матвійківа Курило тренувався у спецкласі протягом чотирьох років. Паралельно виступав у дитячо-юнацькій футбольній лізі України за команду БРВ-ВІК з Володимира-Волинського.
Після завершення школи вступив в Тернопільський національний педагогічний університет імені В. Гнатюка, де була сильна футбольна команда. Одразу в її склад не потрапив, але через зиму закріпився в ній, виборов місце в основному складі та у 2011 році став з нею чемпіоном області, володарем суперкубка та фіналістом Всеукраїнської студентської ліги.
З 2012 року у складі ФК «Тернопіль» виступав в Другій лізі України. В сезоні 2013/14 за два тури до завершення чемпіонату виборов путівку до Першої ліги, ставши бронзовим призером.
З серпня 2017 року був гравцем «Агробізнес». У складі цього клубу став переможцем Другої ліги 2017/18. У сезоні 2020/21 грав у півфіналі Кубку України. Був одним із трьох футболістів «Агробізнеса», які невдовзі після початку повномасштабного російського вторгнення повернулися в Україну з закордонних зборів.
10 липня 2022 року став гравцем харківського «Металіста 1925».

## Студентська збірна України
Капітан студентської збірної України на XXVIII Всесвітній літній універсіаді в Південній Кореї.

## Статистика виступів

### Клубна
Станом на кінець сезону 2015/16
| Сезон   | Команда        | Чемпіонат  | Чемпіонат | Чемпіонат | Кубок країни | Кубок країни | Кубок країни | Континентальні кубки | Континентальні кубки | Континентальні кубки | Інші змагання | Інші змагання | Інші змагання | Усього | Усього |
| Сезон   | Команда        | Ліга       | Ігор      | Голів     | Ліга         | Ігор         | Голів        | Ліга                 | Ігор                 | Голів                | Ліга          | Ігор          | Голів         | Ігор   | Голів  |
| ------- | -------------- | ---------- | --------- | --------- | ------------ | ------------ | ------------ | -------------------- | -------------------- | -------------------- | ------------- | ------------- | ------------- | ------ | ------ |
| 2012/13 | ФК «Тернопіль» | Друга ліга | 27        | 0         | КУ           | 1            | 0            | —                    | —                    | —                    | —             | —             | —             | 28     | 0      |
| 2013/14 | ФК «Тернопіль» | Друга ліга | 32        | 2         | КУ           | 3            | 1            | —                    | —                    | —                    | —             | —             | —             | 35     | 3      |
| 2014/15 | ФК «Тернопіль» | Перша ліга | 27        | 1         | КУ           | 2            | 1            | —                    | —                    | —                    | —             | —             | —             | 29     | 2      |
| 2015/16 | ФК «Тернопіль» | Перша ліга | 26        | 1         | КУ           | 4            | 2            | —                    | —                    | —                    | —             | —             | —             | 30     | 3      |

## Досягнення
- «Тернопіль»:
  - Бронзовий призер Другої ліги чемпіонату України: 2013/14
  - Переможець Чемпіонату Тернопільської області: 2011
  - Володар Суперкубка Тернопільської області: 2011

- «Агробізнес»:
  - Переможець Другої ліги чемпіонату України: 2017/18
  - Півфіналіст Кубку України: 2020/21